# Renault R30
Der Renault R30 ist ein Formel-1-Rennwagen und war der Einsatzwagen des Renault F1 Teams für die Formel-1-Saison 2010. Es war das erste Fahrzeug des Teams unter Kontrolle von Genii Capital.

## Entwicklung und Technik

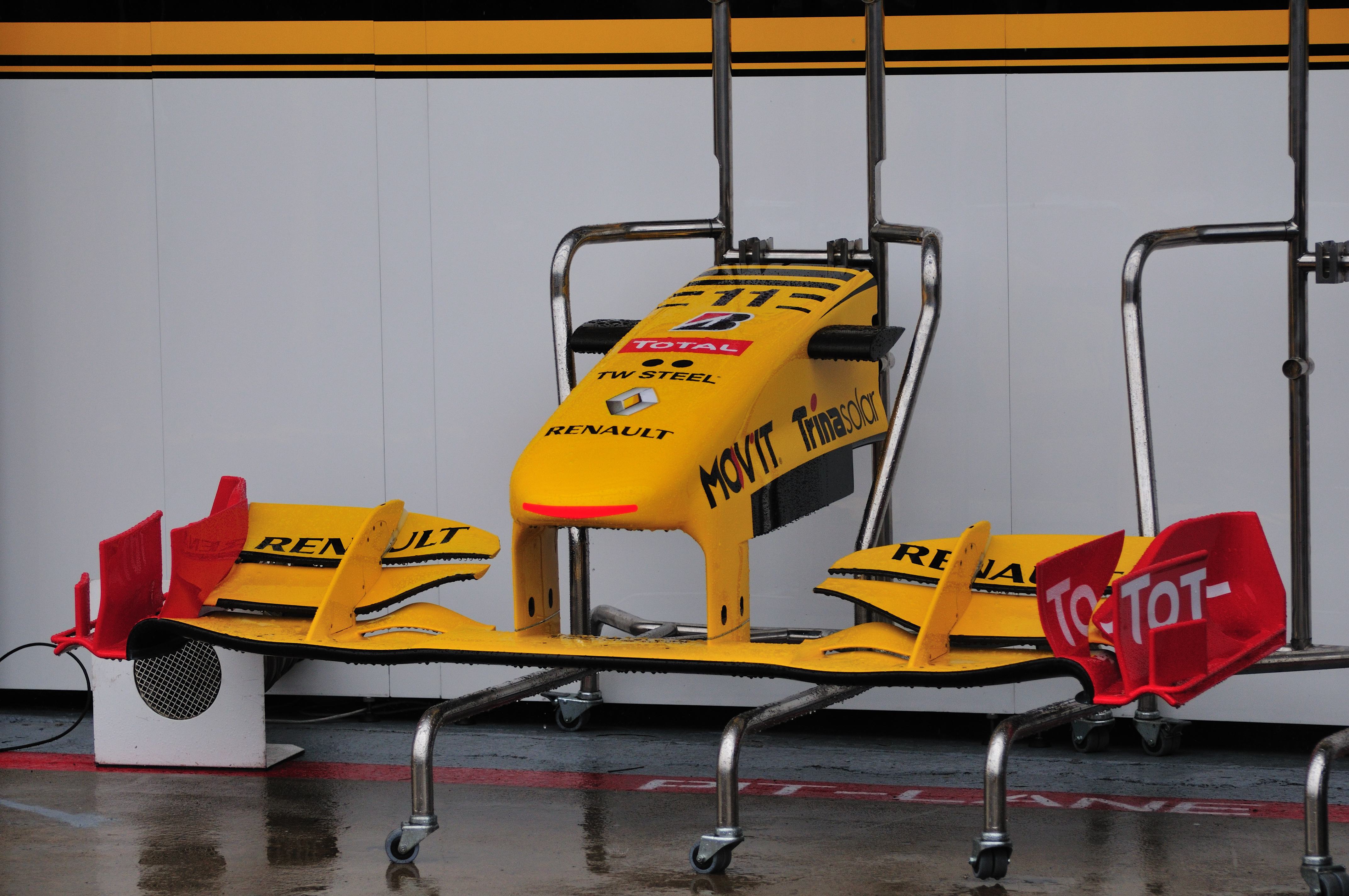
Frontflügel des Renault R30

Angetrieben wird der Rennwagen vom V8-Renault-Motor RS27. Entwickelt wurde er vom technischen Direktor James Allison, dem Chefdesigner Tim Densham sowie dem Chef der Aerodynamikabteilung, Dirk de Beer.

## Saison 2010

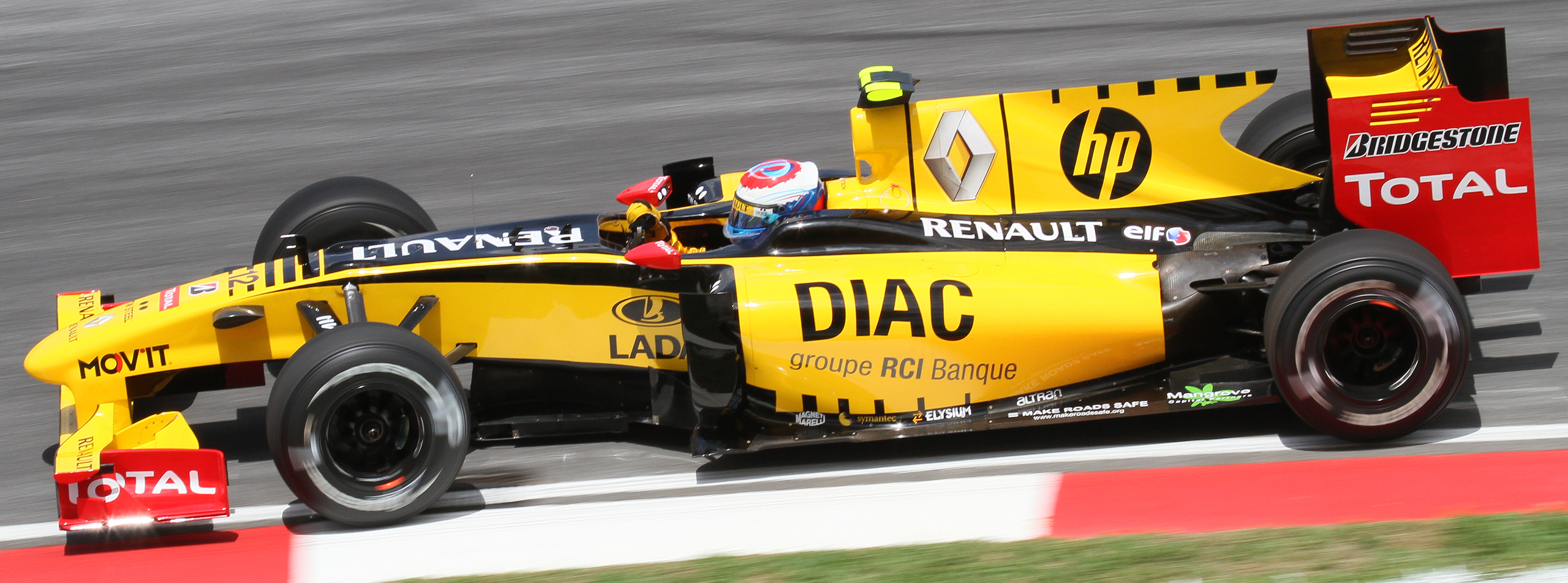
Witali Petrow im Renault R30 beim Zweiten Freien Training zum Großen Preis von Malaysia 2010

Der Wagen wurde von den Fahrern Robert Kubica und dem Neuling Witali Petrow gefahren. Die Präsentation fand am 31. Januar 2010 im spanischen Valencia statt. Nachdem bereits im Laufe des Vorjahres neben einigen weiteren Sponsoren mit der ING Groep der Hauptsponsor verloren gegangen war, wurde der R30 komplett in Gelb mit schwarzen Streifen lackiert. Diese Farbgebung sollte an die Saison 1978 erinnern, als Renault sein Formel-1-Debüt feierte.
Das Team konnte zu Beginn der Saison mit unerwartet guten Ergebnissen überraschen, unter anderem Kubicas zweiter Platz beim Großen Preis von Australien. Sein Teamkollege musste die ersten drei Rennen jeweils wegen technischer Defekte bzw. eines Drehers in Australien vorzeitig beenden, konnte aber beim Großen Preis von China mit Platz sieben zum ersten Mal Punkte holen. Bis zum Ende der Saison sammelte das Team 163 Punkte und wurde damit Fünfter der Konstrukteurswertung.

## Lackierung und Sponsoring
Der R30 ist primär in Gelb, Rot sowie Schwarz lackiert. Es werben Bridgestone, Elf, HP, Lada, Snoras und Total auf dem Fahrzeug.

## Sonstiges
Anfang 2012 wurde ein Renault R30 an den Reifenhersteller Pirelli verkauft. Dieser führt mit dem Fahrzeug Reifentestfahrten durch.
Ein Renault R30 (Wagen 11) ist nun im Designer Outlet Roermond zu sehen.

## Ergebnisse
| Fahrer               | Nr.                  | 1   | 2   | 3   | 4 | 5  | 6   | 7  | 8  | 9  | 10  | 11 | 12  | 13 | 14 | 15 | 16  | 17  | 18 | 19 | Punkte | Rang |
| -------------------- | -------------------- | --- | --- | --- | - | -- | --- | -- | -- | -- | --- | -- | --- | -- | -- | -- | --- | --- | -- | -- | ------ | ---- |
| Formel-1-Saison 2010 | Formel-1-Saison 2010 |     |     |     |   |    |     |    |    |    |     |    |     |    |    |    |     |     |    |    | 163    | 5.   |
| R. Kubica            | 11                   | 11  | 2   | 4   | 5 | 8  | 3   | 6  | 7  | 5  | DNF | 7  | DNF | 3  | 8  | 7  | DNF | 5   | 9  | 5  | 163    | 5.   |
| W. Petrow            | 12                   | DNF | DNF | DNF | 7 | 11 | 13* | 15 | 17 | 14 | 13  | 10 | 5   | 9  | 13 | 11 | DNF | DNF | 16 | 6  | 163    | 5.   |

| Legende  | Legende            | Legende                                                          |
| Farbe    | Abkürzung          | Bedeutung                                                        |
| -------- | ------------------ | ---------------------------------------------------------------- |
| Gold     | –                  | Sieg                                                             |
| Silber   | –                  | 2. Platz                                                         |
| Bronze   | –                  | 3. Platz                                                         |
| Grün     | –                  | Platzierung in den Punkten                                       |
| Blau     | –                  | Klassifiziert außerhalb der Punkteränge                          |
| Violett  | DNF                | Rennen nicht beendet (did not finish)                            |
| Violett  | NC                 | nicht klassifiziert (not classified)                             |
| Rot      | DNQ                | nicht qualifiziert (did not qualify)                             |
| Rot      | DNPQ               | in Vorqualifikation gescheitert (did not pre-qualify)            |
| Schwarz  | DSQ                | disqualifiziert (disqualified)                                   |
| Weiß     | DNS                | nicht am Start (did not start)                                   |
| Weiß     | WD                 | zurückgezogen (withdrawn)                                        |
| Hellblau | PO                 | nur am Training teilgenommen (practiced only)                    |
| Hellblau | TD                 | Freitags-Testfahrer (test driver)                                |
| ohne     | DNP                | nicht am Training teilgenommen (did not practice)                |
| ohne     | INJ                | verletzt oder krank (injured)                                    |
| ohne     | EX                 | ausgeschlossen (excluded)                                        |
| ohne     | DNA                | nicht erschienen (did not arrive)                                |
| ohne     | C                  | Rennen abgesagt (cancelled)                                      |
| ohne     | keine WM-Teilnahme |                                                                  |
| sonstige | P/fett             | Pole-Position                                                    |
| sonstige | 1/2/3/4/5/6/7/8    | Punktplatzierung im Sprint-/Qualifikationsrennen                 |
| sonstige | SR/kursiv          | Schnellste Rennrunde                                             |
| sonstige | *                  | nicht im Ziel, aufgrund der zurückgelegten Distanz aber gewertet |
| sonstige | ()                 | Streichresultate                                                 |
| sonstige | unterstrichen      | Führender in der Gesamtwertung                                   |